# Revisionistischer Maximalismus
Der Revisionistische Maximalismus war eine kurzfristige jüdische faschistische Ideologie, die Teil der Brit-HaBirionim-Fraktion des Revisionistischen Zionismus (ZRM) war. Sie wurde von Abba Ahimeir gegründet. Die Vertreter dieser Richtung unterstützten das faschistische Regime Benito Mussolinis und erstrebten die Schaffung des israelischen Staates gemäß faschistischen Grundsätzen. Sie wurde 1930 die größte Fraktion innerhalb der ZRM, zerbrach aber nach der umstrittenen Entscheidung Ahimeirs, Nazi-Deutschland in seiner faschistischen und antikommunistischen Haltung zu unterstützen und gleichzeitig seine antisemitische Politik zu bekämpfen. Angesichts der Empörung, die er auslöste, revidierte Ahimeir kurzfristig seine Position, seine Anhänger griffen deutsche Konsulate an. Doch die Unterstützer, die Ahimeir infolge seines Liebäugelns mit Nazi-Deutschland verloren hatte, kamen nicht zurück. Der Maximalismus brach zusammen, bis er 1938 unter einer neuen Führung wieder begründet wurde.
Die Kennzeichnung als „Faschisten“ ist kritisch zu betrachten, da der Begriff in den Debatten der Zeit exzessiv benutzt wurde, in den 1930er Jahren wurden sogar Sozialdemokraten von Stalin als Faschisten oder „Sozialfaschisten“ bezeichnet. In Palästina wurden in dieser Zeit revisionistische Zionisten von den Führern der Arbeiterbewegung oft als Faschisten bezeichnet und die Revisionisten griffen das sozialdemokratisch dominierte Allgemeine Bündnis der Arbeit (Histadrut) und David Ben-Gurion mit Begriffen wie „rotes Hakenkreuz“ und Vergleichen mit dem Faschismus und Hitler an.

## Geschichte

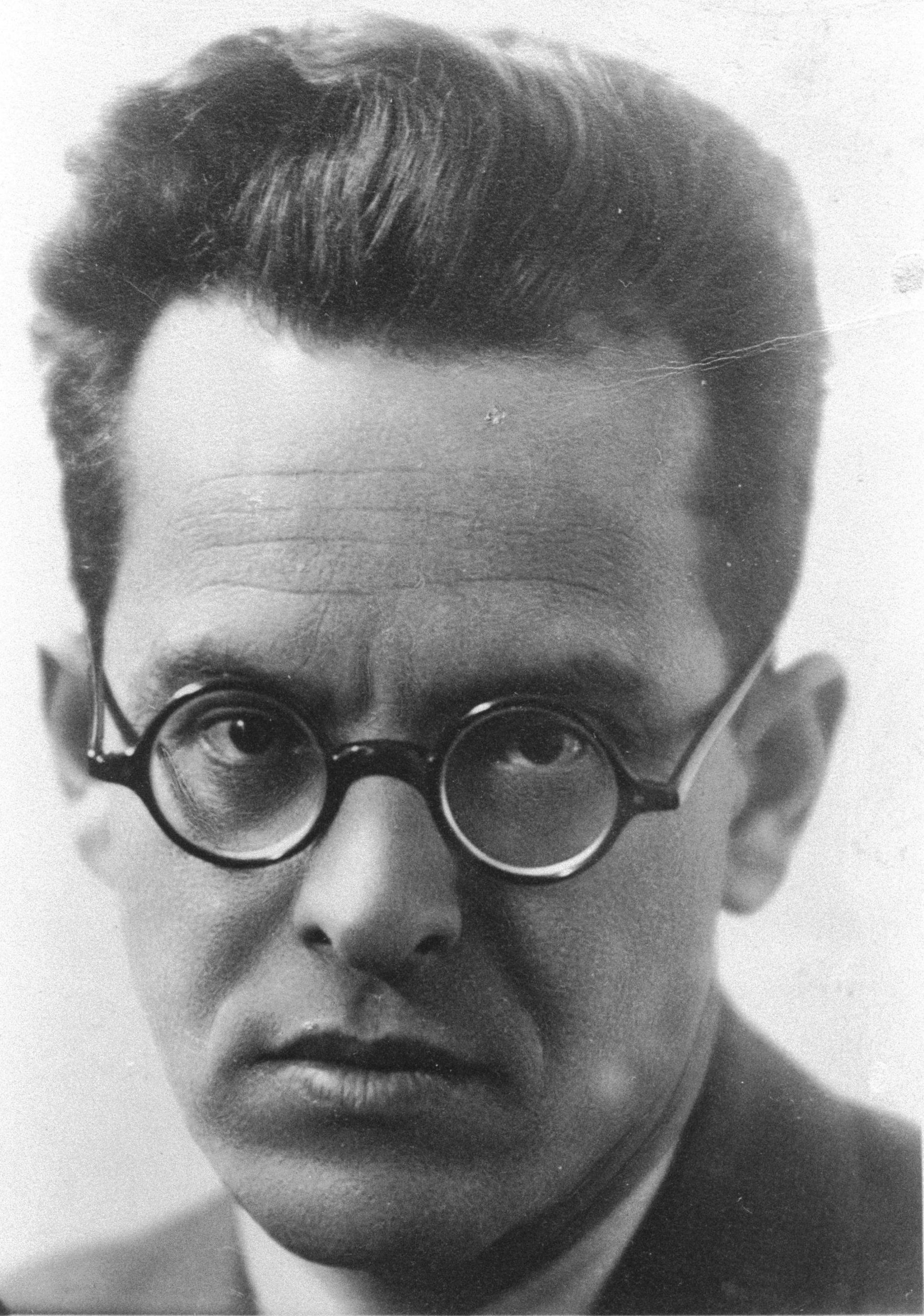
Abba Ahimeir, Gründer des Revisionistischen Maximalismus

Der Revisionistische Maximalismus wurde offiziell von Abba Ahimeir 1930 ins Leben gerufen, einem jüdischen Historiker, Journalisten und Politiker, der die Revisionisten des ZRM zur Übernahme der faschistischen Prinzipien der Regierung Benito Mussolinis aufrief, um einen integralistischen „reinen Nationalismus“ unter den Juden zu schaffen.
Ursprünglich Mitglied der Arbeiterbewegung, der die Oktoberrevolution unterstützt und Juden zu ihrer eigenen Oktoberrevolution aufgerufen hatte, wandte er sich später enttäuscht vom Bolschewismus ab, den er mehr und mehr als russische nationalistische Bewegung wahrnahm, weniger als Bewegung zur Förderung des internationalen Klassenkampfes.
Nach dieser Enttäuschung entwickelte sich Ahimeir angesichts der arabisch-jüdischen Gewaltausbrüche der Jahre 1928 und 1929 immer mehr zum Nationalisten.
Der Revisionistische Maximalismus lehnt den Kommunismus, Humanismus, Internationalismus, Liberalismus, Pazifismus und Sozialismus ab; er verurteilte die liberalen Zionisten, sie würden sich nur für die Mittelklasse einsetzen anstatt für die jüdische Nation im Ganzen. Nach dem Anstieg antijüdischer Gewalt im Mandatsgebiet im Jahr zuvor, stieg die Zustimmung zur Fraktion der Brit HaBirionim in der ZRM schnell an, sie wurde 1930 der stärkste Flügel der Partei.
1930 erklärte Brit HaBirionim in der Konferenz der ZRM unter Ahimeirs Führung öffentlich ihren Wunsch, einen faschistischen Staat zu begründen.

“It is not the masses whom we need … but the minorities … We want to educate people for the ‘Great Day of God’ (war or world revolution), so that they will be ready to follow the leader blindly into the greatest danger … Not a party but an Orden, a group of private [people], devoting themselves and sacrificing themselves for the great goal. They are united in all, but their private lives and their livelihood are the matter of the Orden. Iron discipline; cult of the leader (on the model of the fascists); dictatorship.”

„Es sind nicht die Massen, die wir brauchen … sondern die Minderheiten … Wir wollen die Menschen für den ‘Großen Tag Gottes’ (Krieg oder Weltrevolution) erziehen, so dass sie bereit sein werden dem Führer in die größte Gefahr hinein blind zu folgen … Keine Partei, sondern ein Orden, eine Gruppe von Privat(leuten), die sich dem großen Ziel widmen und sich dafür aufopfern. Sie sind in allem vereinigt, aber ihr Privatleben und ihr Lebensunterhalt sind Angelegenheit des Ordens. Eiserne Disziplin; Führerkult (nach dem Vorbild der Faschisten); Diktatur.“

Ahimeir behauptete, das jüdische Volk würde die arabische Herrschaft in Palästina überleben:

“We fought the Egyptian Pharaoh, the Roman emperors, the Spanish Inquisition, the Russian tsars. They ‘defeated’ us. But where are they today? Can we not cope with a few despicable muftis or sheiks? … For us, the forefathers, the prophets, the zealots were not mythological concepts…”

„Wir kämpften gegen den Pharao der Ägypter, die römischen Kaiser, die spanische Inquisition, die russischen Zaren. Sie. ‘besiegten’ uns. Aber wo sind sie heute? Können wir nicht mit ein paar verächtlichen Muftis oder Scheichs fertig werden? … Für uns waren die Vorfahren, die Propheten, die Zeloten keine mythologischen Vorstellungen…“

Die Revisionistischen Maximalisten waren wie Brit HaBirionim Gegner des Pazifismus und befürworteten den Militarismus. 1932 demonstrierten sie gegen Norman Bentwichs Antrittsrede zum Thema Frieden, über die Ahimeir sagte, „Wir brauchen keine Kathedrale des internationalen Friedens mit dem Namen Bentwichs, sondern eine Militärakademie mit dem Namen Ze’ev (‚Wolf‘) Jabotinsky“. „Wir können die Ehre Israels verteidigen…nicht indem wir unsere Bäuche mit Friedensreden füllen….sondern eher indem wir die Lehren Jabotinskys studieren“. Brit HaBirionim-Demonstranten verteilten außerhalb des Gebäudes Broschüren, die Friedensforschung zu einem „Werk des Teufels“ erklärten, zu „antizionistischen Maßnahmen, einem Dolchstoß in den Rücken des Zionismus“.
Ahimeir glaubte einen „Neo-Revisionismus“ erzeugen zu können und befürwortete diesen bei einem Treffen der Hatzohar-Bewegung in Wien im Jahre 1932.

“Zionism is imbued with the ghetto and pronouncements. The path to Jewish sovereignty has to cross a bridge of steel, not a bridge of paper. … I bring to you a new form of social organization, one that is free of principles and parties … I bring you Neo-Revisionism.”

„Zionismus ist durchdrungen vom Ghetto und Verlautbarungen. Der Weg zur jüdischen Souveränität muss eine Brücke aus Stahl überqueren, keine Brücke aus Papier... Ich bringe euch eine neue Form gesellschaftlicher Ordnung, eine, die frei von Grundsätzen und Parteieln ist ... Ich bringe euch den Neo-Revisionismus.“

1932 drängte Brit HaBirionim den ZRM, ihr politisches Programm anzunehmen, die „Zehn Gebote des Maximalismus“, die „im Geist des vollständigen Faschismus“ verfasst waren. Gemäßigte ZRM-Mitglieder lehnten dies ab, der gemäßigte Vertreter Yaacov Kahan drängte Brit HaBirionim umgekehrt, die demokratische Natur des ZRM anzuerkennen und die Partei nicht zur Übernahme diktatorischer faschistischer Ziele zu bewegen.